# Dead Island
Dead Island este un joc video de RPG survival horror dezvoltat de Techland și publicat de studioul german Deep Silver pentru Microsoft Windows, PlayStation 3 și Xbox 360. Supraviețuitorii unei insule trebuie să facă față zombiilor infestați într-un open world în care se pune accentul pe lupta cu arme de apropiere. A fost inițial anunțat la E3 2006, dar a fost lansat abia în 2011. Cel de-al doilea joc din serie, Dead Island: Riptide, a fost lansat în 2013.